# Antonio Cattalinich
Antonio Cattalinich (geboren als Ante Katalinić am 11. Februar 1895 in Zara, Königreich Dalmatien; gestorben am 31. Oktober 1981) war ein italienischer Ruderer.
Cattalinich wurde im Königreich Dalmatien geboren, einem Teil von Österreich-Ungarn. Nach dem Ersten Weltkrieg fiel seine Heimatstadt durch den Grenzvertrag von Rapallo an Italien.
Bei den Europameisterschaften 1922 siegte der französische Achter, dahinter gewann der italienische Achter die Silbermedaille in der Besetzung Luigi Miller, Carlo Toniatti, Francesco Cattalinich, Simeone Cattalinich, Alfredo Toniatti, Antonio Cattalinich, Bruno Sorich, Latino Galasso und Simeone Sofonia. 1924 trat der italienische Achter bei den Olympischen Spielen mit Antonio Cattalinich, Francesco Cattalinich, Simeone Cattalinich, Giuseppe Crivelli, Latino Galasso, Pietro Ivanov, Bruno Sorich, Carlo Toniatti und Vittorio Gliubich an. Hinter den Booten aus den Vereinigten Staaten und aus Kanada gewann der italienische Achter die Bronzemedaille vor den Briten.
Die drei Brüder Cattalinich gehörten dem Ruderklub Diadora in ihrer Heimatstadt Zara an.